# Esteban Rolón
Esteban Leonardo Rolón (ur. 25 marca 1995 w Posadas) – argentyński piłkarz polskiego pochodzenia  grający na pozycji defensywnego pomocnika w klubie Belgrano do którego jest wypożyczony z Boca Juniors.

## Sukcesy

### Boca Juniors
- Puchar Argentyny: 2019/2020
- Mistrz Argentyny: 2022[3]